# Mariä Geburt (Höchen)

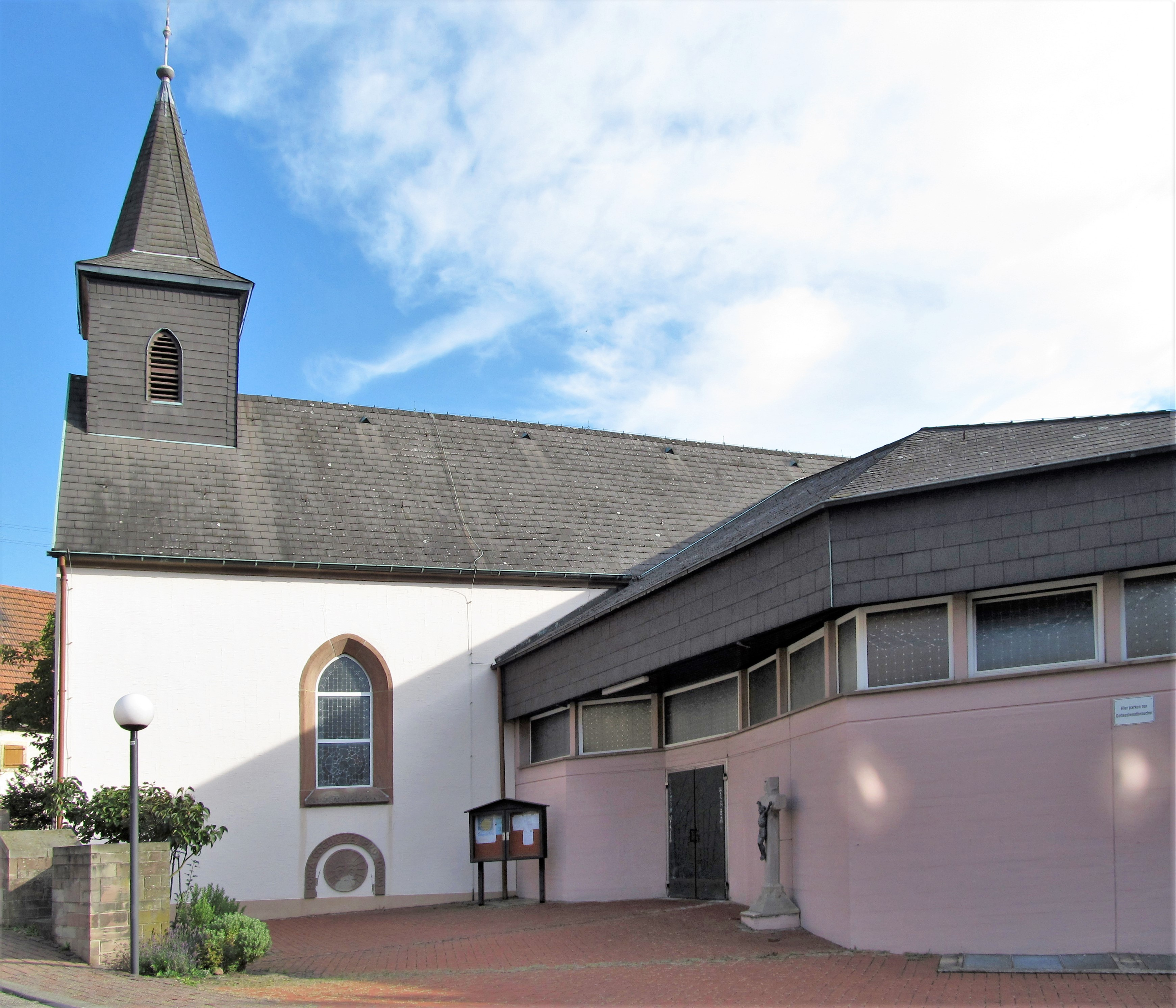
Die katholische Kirche Mariä Geburt in Höchen

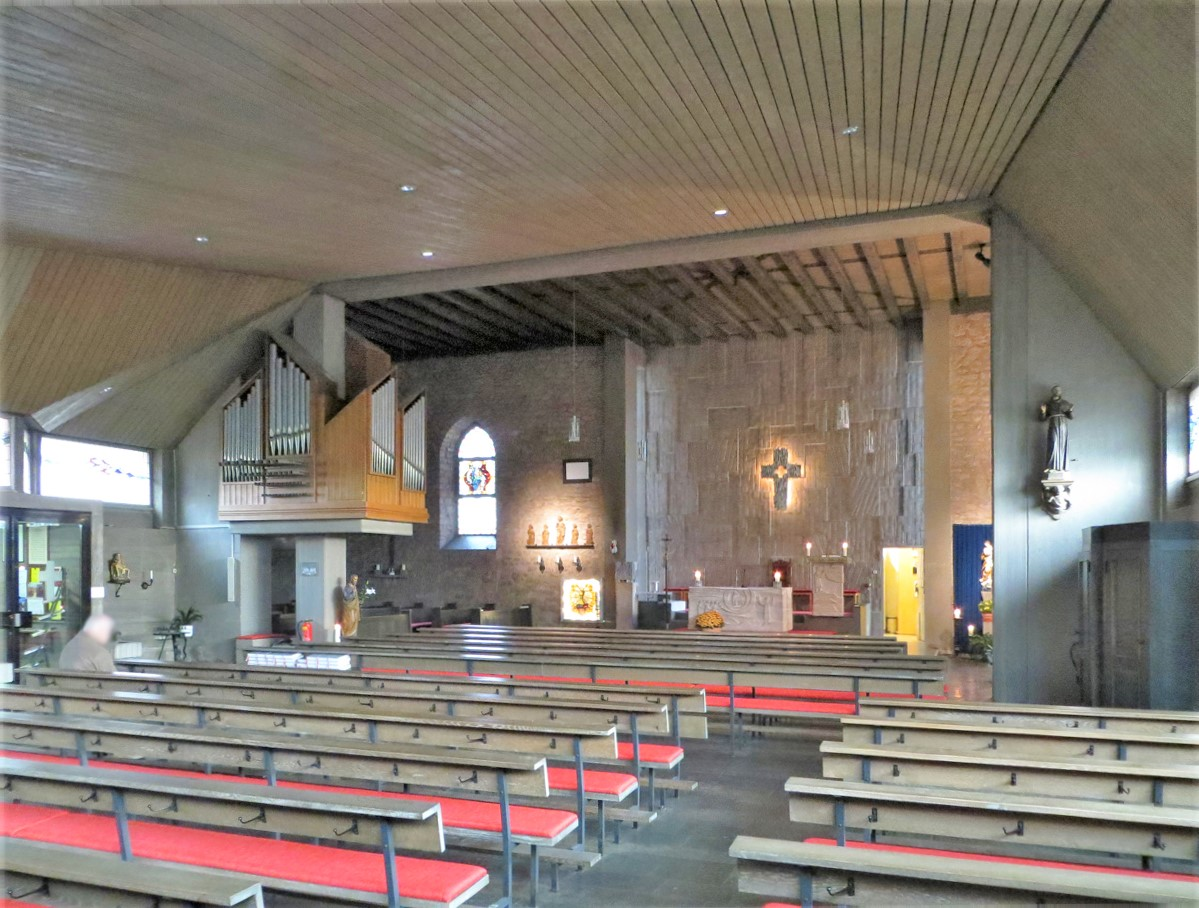
Blick ins Innere der Kirche

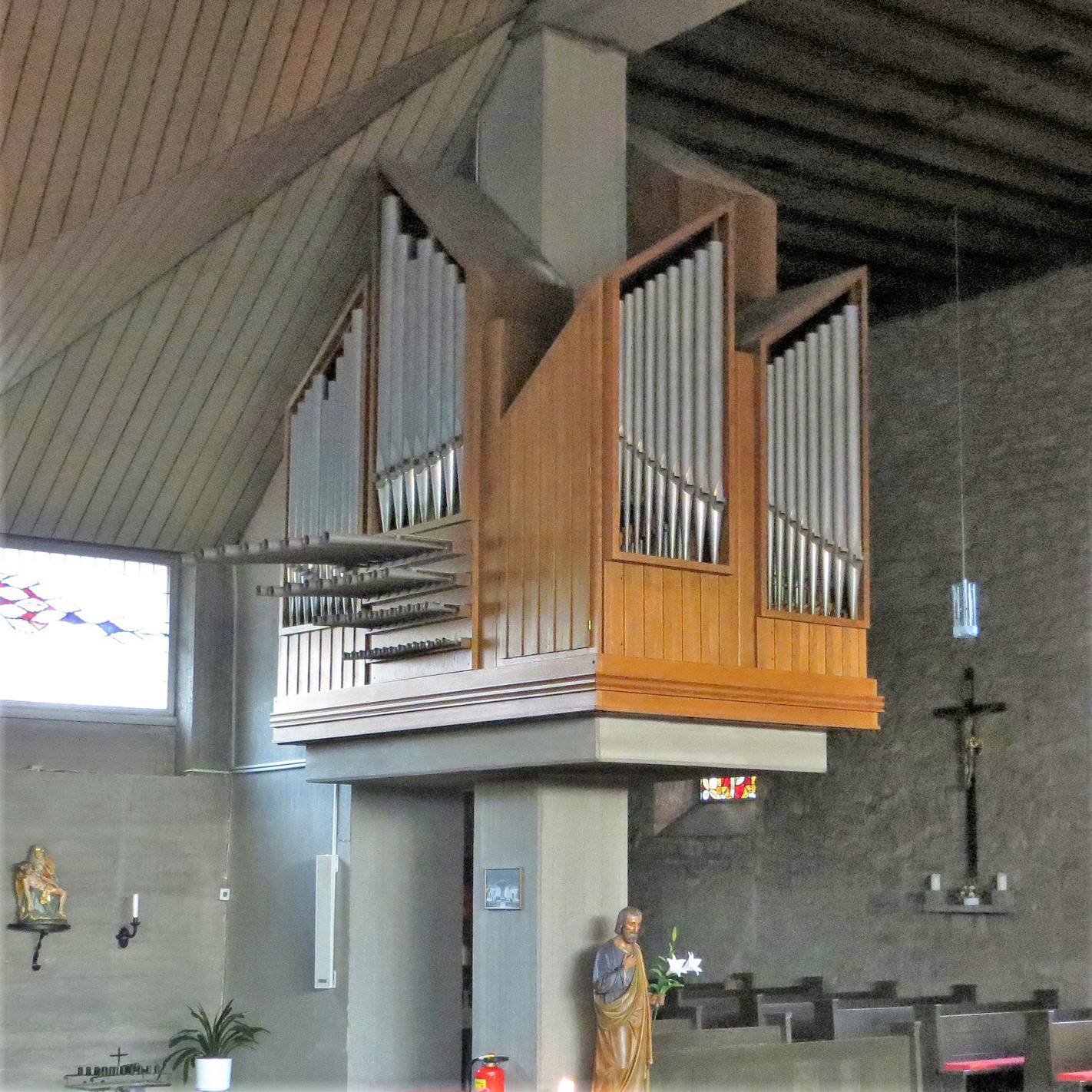
Orgelprospekt

Die Kirche Mariä Geburt und St. Johann Baptist ist eine der Gottesmutter Maria geweihte katholische Kirche in Höchen, einem Stadtteil von Bexbach im saarländischen Saarpfalz-Kreis. Patrozinium ist das Fest Mariä Geburt am 8. September. In der Denkmalliste des Saarlandes ist die Kirche als Einzeldenkmal aufgeführt.

## Geschichte
Das ursprüngliche Kirchengebäude wurde in den Jahren 1800 bis 1801 errichtet. Von 1865 bis 1866 wurde das Gotteshaus einer Erweiterungsmaßnahme unterzogen. Ihr heutiges Aussehen und eine neuerliche Vergrößerung erfuhr die Kirche im Jahr 1969, indem an das bestehende Gebäude ein von Oberbaurat Alois Artzberger (Speyer) entworfener Anbau aus Beton angefügt wurde.

## Ausstattung
Neben dem Altarraum befindet sich in einem von innen beleuchteten Metallrahmen ein Bleiglasfenster. Es entstand im Jahr 1908 und befand sich als Mittelfenster in der rechten Seitenwand des Kirchenschiffes, die im Rahmen der Erweiterung der Kirche Ende der 1960er Jahre entfernt wurde. Im Jahr 1967 wurde das Fenster ausgebaut und galt in der Folge 43 Jahre lang als verschollen. Es befand sich in Privatbesitz und wurde im Jahr 2010 vom Eigentümer an die Höchener Kirchengemeinde zurückgegeben. Auf dem Fenster sind u. a. Symbole der Eucharistie dargestellt: Weintrauben und Getreideähren.
Weitere Ausstattungsgegenstände im Innenraum der Kirche sind u. a. mehrere Heiligenfiguren, ein hölzerner gotisierender Altar in der Apsis des alten Kirchenschiffes, sowie gemalte Kreuzweggemälde im 1969 errichteten Anbau.

## Orgel
Die Orgel der Kirche wurde 1969 von der Firma Hugo Mayer (Heusweiler) erbaut. Die Orgelwerke sind auf einem Betonsockel um einen Pfeiler herum aufgestellt. Der freistehende Spieltisch befindet sich auf einer Empore im alten Kirchenschiff.
Das Schleifladen-Instrument verfügt über 15 Register, verteilt auf zwei Manuale und Pedal. Die Spiel- und Registertraktur ist elektrisch. Die Disposition lautet wie folgt:
| I Hauptwerk C–g3 |           |                 |
| 1.               | Rohrflöte | 8′              |
| 2.               | Prinzipal | 4′              |
| 3.               | Waldflöte | 2′              |
| 4.               | Mixtur IV | 1 ⁄3′           |
| 5.               | Trompete  | 8′ (horizontal) |

| II Positiv C–g3 |                |      |
| 6.              | Holzgedackt    | 8′   |
| 7.              | Quintade       | 8′   |
| 8.              | Holzflöte      | 4′   |
| 9.              | Prinzipal      | 2′   |
| 10.             | Sesquialter II |      |
| 11.             | Cymbel III     | 1⁄2′ |

| Pedal C–f1 |              |     |
| 12.        | Subbaß       | 16′ |
| 13.        | Principalbaß | 8′  |
| 14.        | Kleingedackt | 4′  |
| 15.        | Fagott       | 16′ |

- Koppeln: II/I, I/P, II/P
- Spielhilfen: 2 freie Kombination, Tutti, Zungeneinzelabsteller